# 三遊亭とん馬
三遊亭 とん馬（さんゆうてい とんば）は、落語家の名跡。当代は三代目。
- 初代三遊亭とん馬 - 後∶四代目三遊亭圓馬
- 二代目三遊亭とん馬 - 現∶三代目三遊亭遊三
- 三遊亭とん馬 - 廃業
- 三代目三遊亭とん馬 - 本項にて詳述

三代目 三遊亭 とん馬（1960年2月14日 - ）は、愛知県半田市出身の落語家。落語芸術協会所属。本名∶榊原 徹也。出囃子は『五條橋』。

## 経歴
半田市立乙川東小学校、半田市立乙川中学校、愛知県立半田高等学校卒業後上京。
上智大学外国語学部卒業後、1982年4月に三代目三遊亭遊三に入門し、前座名三遊亭遊ぼうを名乗る。
1986年7月、二ツ目昇進。三遊亭遊福と改名。
1994年5月に三遊亭右左喜、三遊亭遊吉、春風亭柏枝と共に真打昇進、三代目三遊亭とん馬を襲名。

## 芸歴
- 1982年4月 - 三代目三遊亭遊三に入門、前座名「遊ぼう」。
- 1986年7月 - 二ツ目昇進、「遊福」と改名。
- 1994年5月 - 真打昇進、「三代目三遊亭とん馬」を襲名。

## 人物
大学在学時にスペイン語を習得しているほか、英語、中国語で落語を演じることができる。
浅草演芸ホール8月中席で毎年行われる住吉踊り連に所属している。
三笑亭夢三四とは兄弟分の関係。夢三四の妹はとん馬夫人である。

## 弟子
- 三遊亭あら馬